# 郑伟民
郑伟民（1926年12月—2008年10月12日），男，山东掖县人，中华人民共和国政治人物，曾任中共山东省委常委、政法委书记、宣传部部长，山东省政协副主席。